# Krásné, Žďár nad Sázavou
Krásné là một làng thuộc huyện Žďár nad Sázavou, vùng Vysočina, Cộng hòa Séc.